# Sergio Leal
Sergio William Leal González (Rivera, 25 settembre 1982) è un ex calciatore uruguaiano, di ruolo attaccante.